# Lunathyrium changbeiense
Lunathyrium changbeiense là một loài thực vật có mạch trong họ Woodsiaceae. Loài này được Ching & J.J. Chien miêu tả khoa học đầu tiên năm 1984.